# Synagoge (Cherasco)

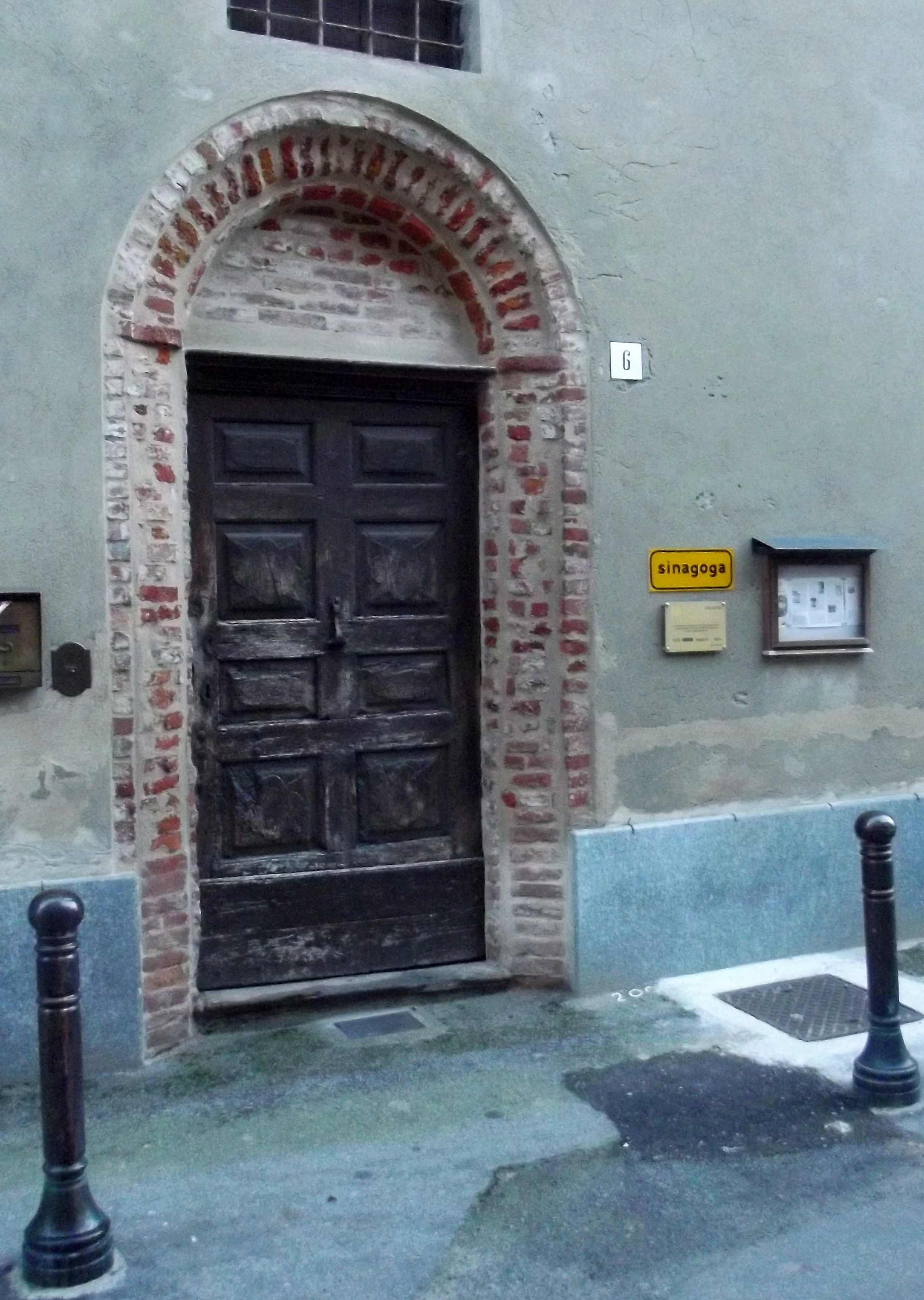
Eingang zur Synagoge in Cherasco

Die Synagoge in Cherasco, einer Gemeinde in der norditalienischen Region Piemont, wurde 1730 eingerichtet. Die barocke Synagoge befindet sich in der Via Guglielmo Marconi 6, in der Nähe des ehemaligen jüdischen Ghettos. Die Synagoge wird nicht mehr für Gottesdienste genutzt.

## Beschreibung
Von außen ist die Synagoge nicht als Gotteshaus erkennbar, da sie in einem Wohngebäude eingerichtet wurde. Im Jahr 1797 erfolgte ein Umbau. In der Mitte des kleinen Betraums steht die mit Säulen geschmückte Bima und an der gegenüberliegenden Wand ist der schmale Thoraschrein angebracht, der von einem Eisengitter begrenzt wird. 